# К-119 «Воронеж»
К-119 «Воро́неж» — российский атомный подводный ракетоносный крейсер проекта 949А «Антей», входящий в состав 11-й дивизии подводных лодок Северного флота ВМФ России. Лодка унаследовала гвардейский флаг от ПЛАРК К-116 проекта 675, которой флаг перешёл от Щ-422, не успевшей его поднять.

## История
Закладка корабля состоялась в феврале 1986 года на «Севмаше» под заводским номером 636. Была зачислена в списки кораблей ВМФ 10 марта 1987 года и классифицирована как атомная подводная лодка.
В декабре 1988 года спущена на воду, в апреле 1989 года был осуществлён первый запуск реактора.
С 1990 по 1991 год находилась на ремонте в Северодвинске.
3 июня 1992 года переклассифицирована в атомный подводный крейсер.
6 апреля 1993 года получила название «Воронеж» в связи с установлением над ней шефства администрации г. Воронеж.
В апреле 1995 г. вместе с однотипным крейсером «Орёл» провел совместное плавание с решением задачи взаимного обнаружения цели при помощи ГАК.
В 1996—1999 гг. крейсер предпринял три автономных похода на боевую службу (февраль — март 1996 г., февраль — апрель 1997 г., август — октябрь 1997 г.).
Во время первой боевой службы в Средиземном море крейсер обеспечивал действия отряда кораблей ВМФ РФ во главе с ТАВКР «Адмирал флота Советского Союза Кузнецов».
С 22 по 26 июня 1999 г. крейсер принял участие в стратегических командно-штабных учениях «Запад-99», во время которых провёл практические ракетные стрельбы.
В 2006 году прибыл на предприятие «Звёздочка» для аварийного ремонта главной турбины, а также замены активных зон атомного реактора. В декабре 2008 года поставлен в док-камеру. В марте 2009 года начались ремонт и модернизация. 26 мая  после прохождения курса восстановления технической готовности с элементами среднего ремонта состоялся спуск на воду и перевод к достроечной набережной.
В ноябре 2011 года по итогам проведённых работ срок службы крейсера продлён на 3,5 года. Корабль вернулся в пункт постоянной дислокации в марте 2012 года.
8 июня 2014 года крейсером «Воронеж» был спасён в Белом море экипаж маломерного катера «Баренц-1100», у которого при попытке обойти район с неблагоприятными метеоусловиями закончилось топливо.
В сентябре 2014 года, участвуя в тактических учениях разнородных сил Северного флота, крейсер выполнил одиночную стрельбу из подводного положения по надводной морской цели крылатой ракетой «Гранит».
В октябре 2017 года успешно выполнил ракетную стрельбу противокорабельной крылатой ракетой «Гранит» по условной цели в районе архипелага Новая Земля.
Выведена в резерв перед списанием, а в июле 2020 года название «Воронеж» получила новая заложенная АПЛ проекта 885М «Ясень-М» для СФ. Атомному крейсеру посвящён один из барельефов стелы «Город воинской славы» в Воронеже.

## Командиры
- 1988—1996: гвардии кап. 1 ранга Кизилов В. А.
- 1996—1999: гвардии кап. 1 ранга Ефимов Н. А.
- 1999—2002: гвардии кап. 1 ранга Сидоров И. Н.
- 2002—2005: гвардии кап. 1 ранга Покрасов А. В.
- 2005—2006: гвардии кап. 1 ранга Ляпин Руслан Фуадович[12].
- 2006—2007: гвардии кап. 1 ранга Шульга П. Н.
- 2007—2016: гвардии кап. 1 ранга Журов В. А.[1][2]
- 2016—2017: гвардии кап. 2 ранга Кузнецов А.А.
- 2017- по наст. время гвардии кап. 1 ранга Абрамов А. Л.

### Командиры 2-го экипажа
(150-й экипаж)
- 1991—1997 г. — кап. 1 ранга Ежов С. Н.
- 1997—1998 г. — кап. 1 ранга Абрамов К. К.
- 1998—2001 г. — кап. 1 ранга Якуби́на О. Г.[13]